# مابو، توچیگی
مابو، توچیگی (به لاتین: Mibu, Tochigi) یک منطقهٔ مسکونی در ژاپن است که در استان توچیگی واقع شده‌است. مابو ۶۱٫۰۶ کیلومترمربع مساحت و ۳۹٬۶۲۸ نفر جمعیت دارد.